# Biton bernardi
Biton bernardi är en spindeldjursart som först beskrevs av Pocock 1900.  Biton bernardi ingår i släktet Biton och familjen Daesiidae. Inga underarter finns listade.